# بير لينجيمارك
بير لينجيمارك مواليد 23 مايو 1941 في الدنمارك - الوفاة 2 أبريل 2010، كان دراج دانمركي. سبق أن شارك في دورة الألعاب الأولمبية الصيفية وفاز بميدالية أولمبية.

## الميداليات
| الميدالية | المسابقة                       |
| --------- | ------------------------------ |
| ذهبية     | الألعاب الأولمبية الصيفية 1968 |

## روابط خارجية
- بير لينجيمارك على موقع أرشيف الدراجات (الإنجليزية)
- بير لينجيمارك على موقع أوليمبيديا (الإنجليزية)